# 587

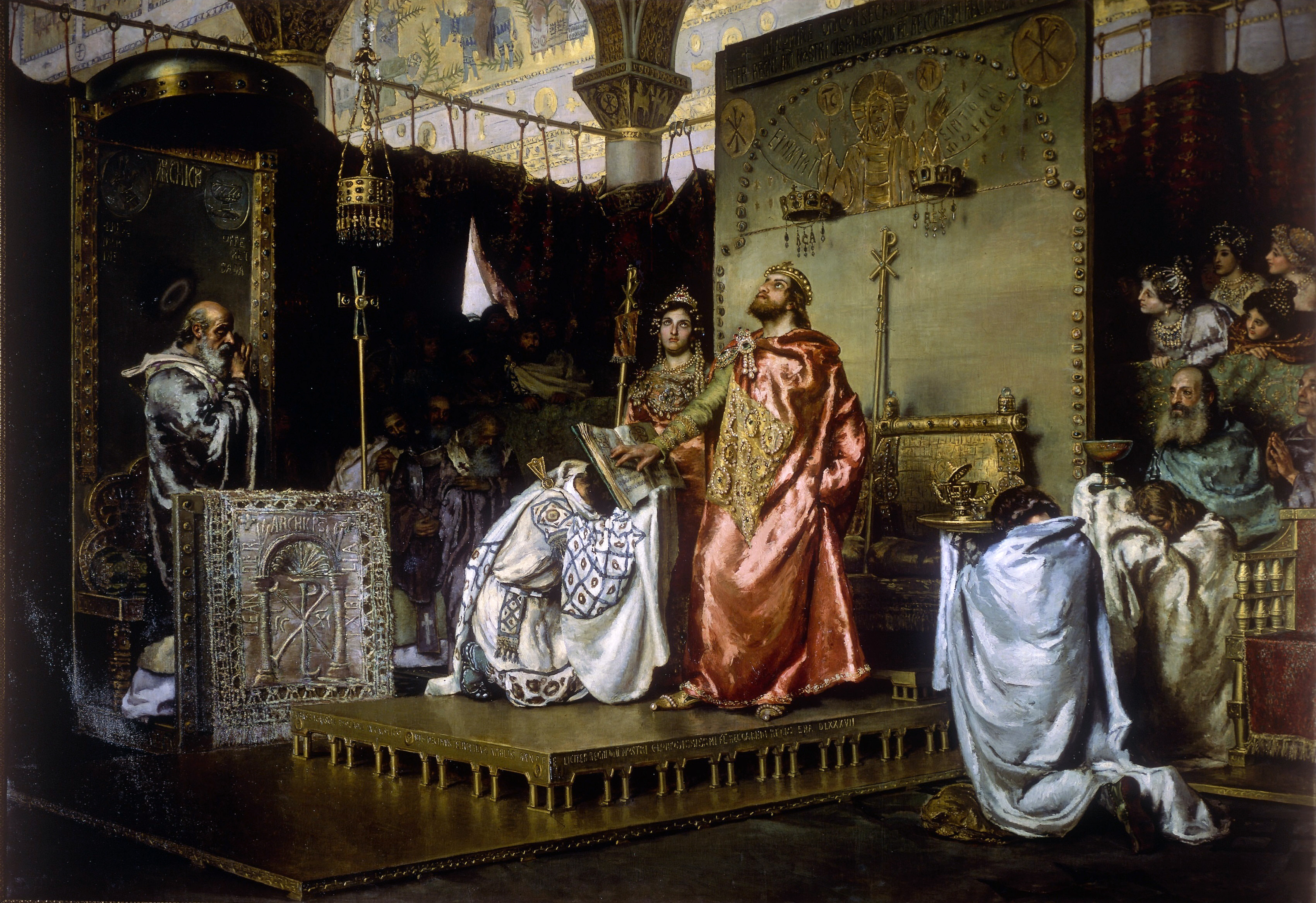
Reccared I bekeert zich tot het katholicisme

Het jaar 587 is het 87e jaar in de 6e eeuw volgens de christelijke jaartelling.

## Gebeurtenissen

### Europa
- Koning Reccared I bekeert zich tot het katholieke christendom. Hij heeft een grote invloed op de kerk en verbindt zich met de Germaanse adel.
- Het Visigotische Rijk onderdrukt Ariaanse opstanden in Septimanië. Hiermee gaat een van de laatste bastions van de Ariaanse sekte verloren.
- Koning Gunthram stuurt gezanten naar Bretagne en dwingt de opstandige Bretons hun overvallen op Frankisch grondgebied te beëindigen.
- De Vascones (Basken) veroveren het gebied tussen de Garonne en de Pyreneeën en stichten het hertogdom Vasconia (Gascogne).
- Verdrag van Andelot: Gunthram benoemd Childebert II, koning van Austrasië, tot zijn erfgenaam en troonopvolger van Bourgondië.
- Sledda (587 - 604) volgt zijn vader Æscwine op als koning van Essex (Oost-Engeland).

### Azië
- De Liang-dynastie houdt op te bestaan: Keizer Wen Di breidt zijn gebied verder uit naar de vallei van de Jangtsekiang ("Blauwe Rivier").
- Herfst - Wen Di verenigd met uitzondering van de Chen-dynastie in het zuiden het Chinese Rijk onder het bewind van de Sui-dynastie.
- De Soga clan, aanhangers van het boeddhisme, voeren strijd om de macht in Japan tegen de traditionele shintoïstische families.
- De Soga wordt de machtigste familie in Yamato voor gedurende meer dan 50 jaar en voeren een politiek van sinificatie door.
- Sushun (587 - 592) volgt zijn halfbroer Yōmei op als de 32e keizer van Japan.

## Religie
- Leander keert na 8 jaar terug uit ballingschap en wordt benoemd tot aartsbisschop van Sevilla (Zuid-Spanje).

## Geboren
- Theuderik II, koning van Austrasië (overleden 613)

## Overleden
- 13 augustus - Radegundis, koningin van de Franken
- April - Yōmei, keizer van Japan